# Kannanur, Magadi
Kannanur là một làng thuộc tehsil Magadi, huyện Ramanagara, bang Karnataka, Ấn Độ.